# Lepaterique
Lepaterique é uma cidade hondurenha do departamento de Francisco Morazán.

## História
Uma base militar localizada em Lepaterique foi utilizada durante a década de 1980 pelos Contras e pela unidade militar argentina Batalhão de Inteligência 601, envolvida na Operação Condor. 
Em agosto de 2005, mídia hondurenhos revelaram que a Triple Canopy, Inc. estava a usar a base para treinar mercenários antes de serem enviados em missão na Guerra do Iraque 